# 말로비셰르스키군

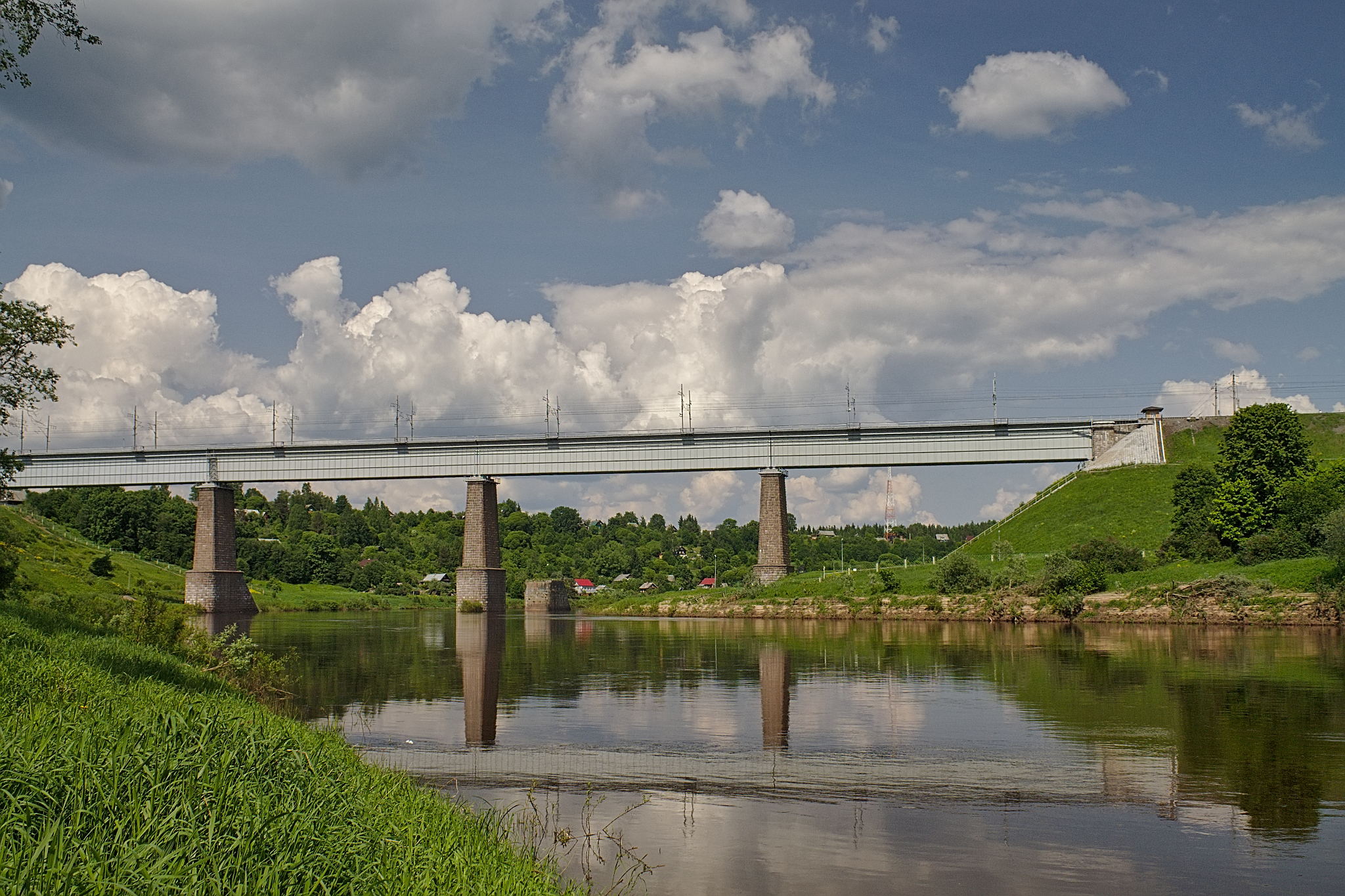

말로비셰르스키군(러시아어: Малови́шерский район)은 노브고로드 주에 속한 군이고 중심지는 말라야비셰라이다.
말로비셰르스키 군은 1918년 3월 30일에 읍에서 군으로 승격되었다. 그 전에는 크레스테츠키 읍과 1개의 볼로스티였던 티흐빈스키 읍이 체레포베츠 현에 속했었다. 1927년까지는 현과 18개의 볼로스티(그랴츠카야(Грядская), 자보롭스카야(Заборовская), 자오제르스카야(Заозерская), 자루치옙스카야(Заручьевская), 카옙스카야(Каевская), 카르피노고르스카야(Карпиногорская), 말로비셰르스카야(Маловишерская), 메즈니콥스카야(Межниковская), 오쿨롭스카야(Окуловская), 파포로트노오스트롭스카야(Папоротно-Островская), 포자르스카야(Пожарская), 폴리셴스카야(Полищенская), 수흘롭스카야(Сухловская), 티드보르스카야(Тидворская), 티모페옙스카야(Тимофеевская), 우사디옙스카야(Усадьевская)와 우스티볼름스카야(Усть-Волмская))로 구성되어 있었다. 1927년에 면적의 일부가 레닌그라드 주로 통합되었다.
이곳은 제2차 세계 대전 때에는 동부 전선의 일부였다. 1944년에 이곳이 노브고로드 주에 속하게 되었다.